# Lista de prefeitos de Taquari
Esta é a lista de prefeitos e vice-prefeitos do município de Taquari, estado brasileiro do Rio Grande do Sul.
Antes da Proclamação da República, as cidades brasileiras eram governadas pelas Câmaras Municipais. No caso de Taquari, entre 1889 e 1892, o município de Taquari foi dirigido por juntas governamentais.
Durante a República Velha, os governantes municipais passaram a ser eleitos pelo voto, e eram chamados de intendentes. Após a Revolução de 1930, o cargo passou a ser denominado prefeito.
O prédio da Prefeitura chama-se Centro Administrativo Celso Luiz Martins.
| Nº | Nome                            | Imagem                                    | Partido | Vice-prefeito                    | Início do mandato        | Fim do mandato                                                                | Observações                                                                                         |
| 1  | José Rodrigues de Castro        |                                           | PDC     | —                                | 7 de dezembro de 1892    | 20 de novembro de 1896                                                        | Intendente                                                                                          |
| 2  | João de Moraes Pereira          |                                           | PDC     | —                                | 20 de novembro de 1896   | 15 de abril de 1910                                                           | Intendente                                                                                          |
| 3  | Leovegildo da Silva             |                                           | PDC     | —                                | 15 de abril de 1910      | 4 de agosto de 1910                                                           | Intendente                                                                                          |
| 4  | Manuel Campo Romero             |                                           | PRP     | —                                | 4 de agosto de 1910      | 1.º de março de 1913                                                          | Intendente eleito                                                                                   |
| 5  | Franklin Filho                  |                                           | PRP     | —                                | 1.º de março de 1913     | 26 de setembro de 1921                                                        | Intendente                                                                                          |
| 6  | Antônio Porfírio de Menezes     |                                           | PSP     | —                                | 26 de setembro de 1921   | 11 de novembro de 1925                                                        | Intendente                                                                                          |
| 7  | Manuel Pontes Filho             |                                           | PSP     | —                                | 11 de novembro de 1925   | 16 de março de 1929                                                           | Intendente                                                                                          |
| 8  | Lauro Viana                     |                                           | PSP     | —                                | 16 de março de 1929      | 18 de junho de 1937                                                           | Prefeito nomeado                                                                                    |
| 9  | José Garibaldi da Silva         |                                           | PSP     | —                                | 18 de junho de 1937      | 1.º de fevereiro de 1938                                                      | Prefeito nomeado                                                                                    |
| 10 | Nestor Guimarães                |                                           | PSD     | —                                | 1.º de fevereiro de 1938 | 19 de novembro de 1945                                                        | Prefeito nomeado                                                                                    |
| 11 | João Didonet Neto               |                                           | PRS     | —                                | 19 de novembro de 1945   | 11 de dezembro de 1945                                                        | Prefeito nomeado                                                                                    |
| 12 | Ricardo Guimarães               |                                           | PSD     | —                                | 11 de dezembro de 1945   | 1.º de dezembro de 1947                                                       | Prefeito nomeado                                                                                    |
| 13 | Prudêncio Franklin dos Reis     |                                           | PL      | Álvaro Haubert                   | 1.º de dezembro de 1947  | 1.º de janeiro de 1952                                                        | Prefeito e vice eleitos em sufrágio universal                                                       |
| 14 | Álvaro Haubert (–09.11.1953)    |                                           | PTB     | Nardy de Farias Alvim            | 1.º de janeiro de 1952   | 31 de outubro de 1953                                                         | Prefeito e vice eleitos em sufrágio universal cujo titular renuncia ao cargo por problemas de saúde |
| 15 | Nardy de Farias Alvim           |                                           | PSD     | —                                | 31 de outubro de 1953    | 1.º de dezembro de 1956                                                       | Vice-prefeito eleito no cargo de titular                                                            |
| 16 | Prudêncio Franklin dos Reis     |                                           | PL      |                                  | 1.º de dezembro de 1956  | 1.º de dezembro de 1960                                                       | Prefeito e vice eleitos em sufrágio universal                                                       |
| 17 | Antônio Maria da Silva Filho    |                                           | PL      | João Eduardo Bizarro             | 1.º de dezembro de 1960  | 1.º de julho de 1961                                                          | Prefeito e vice eleitos em sufrágio universal                                                       |
| 18 | João Eduardo Bizarro            |                                           | PSD     | —                                | 1.º de julho de 1961     | 1.º de janeiro de 1963                                                        | Vice-prefeito eleito no cargo de titular                                                            |
| 19 | Libório Fregapani               |                                           | ARENA   | Arthur Júlio Schenk              | 1.º de janeiro de 1963   | 1.º de fevereiro de 1969                                                      | Prefeito e vice eleitos em sufrágio universal                                                       |
| 20 | João Carlos Voges Cunha         |                                           | ARENA   | Adão Rodrigues Martins           | 1.º de fevereiro de 1969 | 1.º de fevereiro de 1973                                                      | Prefeito e vice eleitos em sufrágio universal                                                       |
| 21 | Léo Alvim Faller                |                                           | ARENA   | Nildo Flores da Silva            | 1.º de fevereiro de 1973 | 8 de novembro de 1974                                                         | Prefeito e vice eleitos em sufrágio universal                                                       |
| 22 | Nildo Flores da Silva           |                                           | ARENA   | —                                | 9 de novembro de 1974    | 1.º de fevereiro de 1977                                                      | Vice-prefeito eleito no cargo de titular                                                            |
| 23 | Celso Martins                   |                                           | MDB     | José Bonifácio Fregapani         | 1.º de fevereiro de 1977 | 1.º de fevereiro de 1983                                                      | Prefeito e vice eleitos em sufrágio universal                                                       |
| 24 | Namir Luiz Jantsch              |                                           | PMDB    | Paulo de Tarso Pereira           | 1.º de fevereiro de 1983 | 31 de dezembro de 1988                                                        | Prefeito e vice eleitos em sufrágio universal                                                       |
| 25 | Celso Luiz Martins              |                                           | PSDB    | João Vilmar Martins              | 1.º de janeiro de 1989   | 31 de dezembro de 1992                                                        | Prefeito e vice eleitos em sufrágio universal                                                       |
| 26 | Renato Baptista                 |                                           | PPB     | Iron José de Oliveira Dornelles  | 1.º de janeiro de 1993   | 31 de dezembro de 1996                                                        | Prefeito e vice eleitos em sufrágio universal                                                       |
| 27 | Namir Luiz Jantsch              |                                           | PMDB    | Genis Omar Beck Muxfeldt         | 1.º de janeiro de 1997   | 31 de dezembro de 2000                                                        | Prefeito e vice eleitos em sufrágio universal                                                       |
| 28 | Cláudio Martins                 |                                           | PSDB    | Adroaldo da Silva Couto          | 1.º de janeiro de 2001   | 31 de dezembro de 2004                                                        | Prefeito e vice eleitos em sufrágio universal                                                       |
| 28 | Cláudio Martins                 | Luiz Carlos Costa Santos, Luizinho (PSDB) | PSDB    | 1.º de janeiro de 2005           | 17 de junho de 2006      | Prefeito reeleito e vice eleito em sufrágio universal posteriormente cassados | |
| 29 | Renato Baptista                 |                                           | PP      | Ivo dos Santos Lautert (PDT)     | 17 de junho de 2006      | 10 de dezembro de 2008                                                        | Prefeito e vice eleitos em sufrágio universal segundo colocado nas eleições de 2004                 |
| 30 | Ivo dos Santos Lautert          |                                           | PDT     | —                                | 10 de dezembro de 2008   | 31 de dezembro de 2008                                                        | Vice-prefeito eleito no cargo de titular                                                            |
| 30 | Ivo dos Santos Lautert          | Gilberto Coutinho Cunha (PP)              | PDT     | 1.º de janeiro de 2009           | 31 de dezembro de 2012   | Prefeito reeleito e vice eleito em sufrágio universal                         | |
| 31 | Emanuel Hassen de Jesus, Maneco |                                           | PT      | André Luís Barcellos Brito (PDT) | 1.º de janeiro de 2013   | 31 de dezembro de 2016                                                        | Prefeito e vice eleitos em sufrágio universal                                                       |
| 31 | Emanuel Hassen de Jesus, Maneco | 1.º de janeiro de 2017                    | PT      | André Luís Barcellos Brito (PDT) | 31 de dezembro de 2020   | Prefeito e vice reeleitos em sufrágio universal                               | |
| 32 | André Luís Barcellos Brito      |                                           | PDT     | Ramón Kern de Jesus Silva (PT)   | 1.º de janeiro de 2021   | 31 de dezembro de 2024                                                        | Prefeito e vice eleitos em sufrágio universal                                                       |
| 32 | André Luís Barcellos Brito      | Rosilene Reis dos Santos (PP)             | PDT     | 1.º de janeiro de 2025           | Atualidade               | Prefeito reeleito e vice eleito em sufrágio universal                         | |

## Fonte de referência
- BECKER, Augusto. Taquari, Terra da Gente, 1.ª e 2.ª edição, Taquari, 2002.